# Antun Bonačić
Antun Bonačić (Spalato, 12 giugno 1905 – 25 settembre 1948) è stato un calciatore jugoslavo, di ruolo centrocampista.

## Biografia
Nato nel capoluogo dalmato era il fratello dell'ex calciatore e compagno di squadra Mirko Bonačić.
Il 25 settembre 1948 è stato ucciso dalla polizia jugoslava mentre cercava di superare illegalmente il confine fra Jugoslavia ed Italia.

## Caratteristiche tecniche
Giocatore molto veloce e dotato di grande tecnica e di dribbling. Ottimo con tutti e due i piedi, fu noto anche per le sue reti segnate distanze siderali.

## Carriera

### Club
Dal 1922 al 1928 ha giocato nella prima divisione jugoslava con l'Hajduk Spalato, già a 16 anni entrò a far parte della prima squadra. Con i majstori s mora vinse i primi due titoli della storia del club.
Nella stagione 1928-1929 ha segnato 3 reti in 8 presenze con l'Olympique Marsiglia, con cui ha vinto il campionato francese dilettanti; successivamente è tornato all'Hajduk Spalato, dove ha giocato dal 1929 al 1933. Con la maglia dell'Hajduk ha giocato in totale 253 partite e 118 reti, di cui 58 partite di campionato, con 21 gol segnati, oltre a 6 presenze ed altrettante reti in Coppa di Jugoslavia.

### Nazionale
Esordì in nazionale il 28 settembre 1924, in una partita persa per 2 a 0 giocata a Zagabria contro la Cecoslovacchia; ha segnato il suo primo gol in nazionale il 10 maggio 1927, in una partita vinta per 3 a 0 sul campo della Romania. L'ultima partita la giocò il 25 ottobre 1931 in un'amichevole contro la Polonia giocatasi a Poznań. Indossò la maglia della nazionale per un totale di 9 partite andando a segno 2 volte.

## Statistiche

### Cronologia presenze e reti in nazionale
| Cronologia completa delle presenze e delle reti in nazionale ― Jugoslavia | Cronologia completa delle presenze e delle reti in nazionale ― Jugoslavia | Cronologia completa delle presenze e delle reti in nazionale ― Jugoslavia | Cronologia completa delle presenze e delle reti in nazionale ― Jugoslavia | Cronologia completa delle presenze e delle reti in nazionale ― Jugoslavia | Cronologia completa delle presenze e delle reti in nazionale ― Jugoslavia | Cronologia completa delle presenze e delle reti in nazionale ― Jugoslavia | Cronologia completa delle presenze e delle reti in nazionale ― Jugoslavia |
| Data                                                                      | Città                                                                     | In casa                                                                   | Risultato                                                                 | Ospiti                                                                    | Competizione                                                              | Reti                                                                      | Note                                                                      |
| ------------------------------------------------------------------------- | ------------------------------------------------------------------------- | ------------------------------------------------------------------------- | ------------------------------------------------------------------------- | ------------------------------------------------------------------------- | ------------------------------------------------------------------------- | ------------------------------------------------------------------------- | ------------------------------------------------------------------------- |
| 28-9-1924                                                                 | Zagabria                                                                  | Jugoslavia                                                                | 0 – 2                                                                     | Cecoslovacchia                                                            | Amichevole                                                                | -                                                                         |                                                                           |
| 13-6-1926                                                                 | Parigi                                                                    | Francia                                                                   | 4 – 1                                                                     | Jugoslavia                                                                | Amichevole                                                                | -                                                                         |                                                                           |
| 10-5-1927                                                                 | Bucarest                                                                  | Romania                                                                   | 0 – 3                                                                     | Jugoslavia                                                                | Amichevole                                                                | 1                                                                         |                                                                           |
| 31-7-1927                                                                 | Belgrado                                                                  | Jugoslavia                                                                | 1 – 1                                                                     | Cecoslovacchia                                                            | Amichevole                                                                | -                                                                         |                                                                           |
| 25-3-1928                                                                 | Budapest                                                                  | Ungheria                                                                  | 2 – 1                                                                     | Jugoslavia                                                                | Amichevole                                                                | -                                                                         |                                                                           |
| 28-6-1929                                                                 | Zagabria                                                                  | Jugoslavia                                                                | 3 – 3                                                                     | Cecoslovacchia                                                            | Amichevole                                                                | -                                                                         |                                                                           |
| 28-10-1929                                                                | Praga                                                                     | Cecoslovacchia                                                            | 4 – 3                                                                     | Jugoslavia                                                                | Amichevole                                                                | -                                                                         |                                                                           |
| 4-5-1930                                                                  | Belgrado                                                                  | Jugoslavia                                                                | 2 – 1                                                                     | Romania                                                                   | Amichevole                                                                | 1                                                                         |                                                                           |
| 25-10-1931                                                                | Poznań                                                                    | Polonia                                                                   | 6 – 3                                                                     | Jugoslavia                                                                | Amichevole                                                                | -                                                                         |                                                                           |
| Totale                                                                    |                                                                           | Presenze                                                                  | 9                                                                         |                                                                           | Reti                                                                      | 2                                                                         |                                                                           |

## Palmarès

### Club

#### Competizioni nazionali
- Campionato jugoslavo: 2

Hajduk Spalato: 1927, 1929
- Campionato francese dilettanti: 1

Olympique Marsiglia: 1928-1929

#### Individuale
- Capocannoniere del campionato jugoslavo: 1

1924 (5 gol)